# Cuirassat Roma

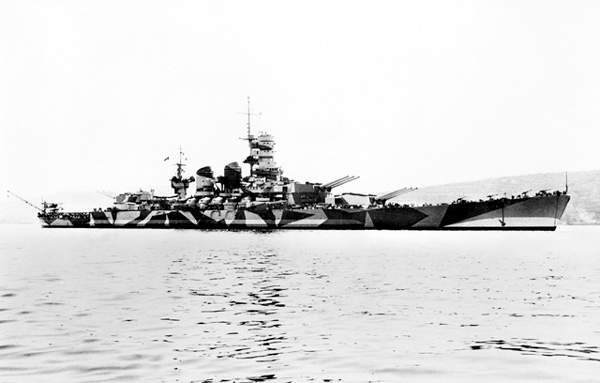
El cuirassat Roma

El cuirassat Roma va ser la tercera unitat de la classe Littorio i va representar el millor de l'armament naval italià de la Segona Guerra Mundial. Fou enfonsat per la Luftwaffe el 9 de setembre de 1943.

## Servei
Es lliurà a l'Armada el 14 de juny de 1942, però la manca de combustible va obligar a fondejar la flota italiana, protegint les ciutats costaneres d'atacs aeris, sent danyat en aquest paper per dos cops en incursions aèries dels Estats Units d'Amèrica el juny de 1943 mentre estava fondejat a La Spezia. Després de les reparacions a Gènova, el 13 agost de 1943 fou posat a les ordres de l'almirall Carlo Bergamini amb un gran nombre de vaixells per evitar la invasió aliada.

## Enfonsament

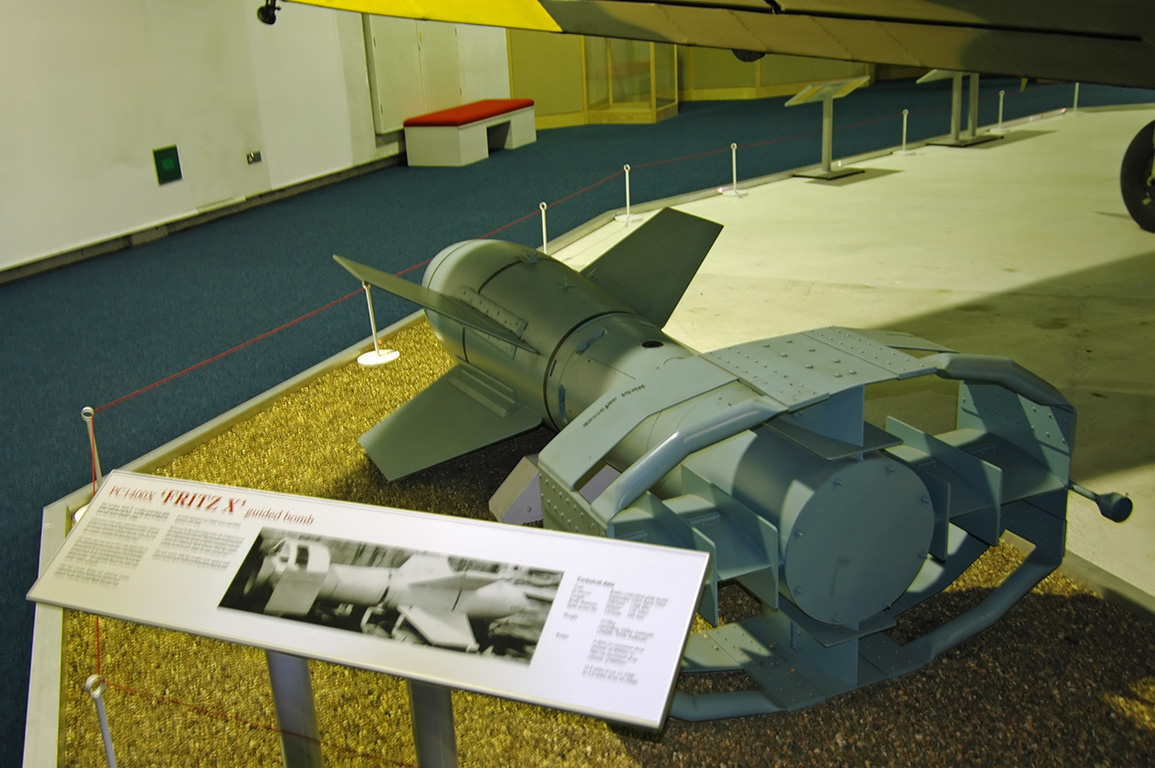
Vista del darrere d'una Fritz X exposada al Museu de la Reial Força Aèria Britànica de Londres.

Il percorso della flotta italiana al comando di Bergamini

El 9 de setembre de 1943, després de l'armistici de Cassible d'Itàlia amb els Aliats, la flota italiana va salpar i va posar rumb a Malta. Per evitar que els vaixells caiguessin en mans aliades, 12 Dornier Do 217 del III Gruppe del KG100 de la Luftwaffe van enlairar-se per interceptar-los, cadascun carregant una bomba Fritz X. El cuirassat Roma, el vaixell insígnia de la flota italiana, va rebre dos impactes llençats des d'una altitud de 6500 metres i es va enfonsar després d'una explosió en el seu arsenal de municions. Van morir l'Almirall Carlo Bergamini, juntament amb uns 1400 homes. En aquesta mateixa acció, el seu buc germà Cuirassat Littorio també resultar danyat.

## Localització de les restes
Les restes del cuirassat s'han localitzat al congost de Castelsardo, en el golf d'Asinara, a 1200 metres de profunditat, a 16 milles de la costa de Sardenya.
Les restes foren localitzades en 2012 per la companyia Bluimage Productions amb la societat Comex, després de repetits intents fracassats de localització des del 1949.